# Rokeby
Rokeby – wieś i civil parish w Anglii, w hrabstwie Durham. W 2011 civil parish liczyła 158 mieszkańców. W obszar civil parish wchodzi także Mortham.